# Сарван (Сальянский район)
Сарван (азерб. Sarvan) — село в Сальянском районе Азербайджана.

## География
Расположено к юго-западу от города Сальян на притоке реки Кура Акуше.

## Топонимика
Сарван дословно означает «погонщик верблюдов».

## История
По данным «Кавказского календаря» на 1856 год в селе Сарбанъ Сальянского участка проживали «татары-шииты» (азербайджанцы), 
говорившие на «татарском» (азербайджанском) языке.
В Обзоре Бакинской губернии за 1902 год, указывается «татарское» (азербайджанское) село Сарванъ с числом жителей 336 человек.
Согласно результатам Азербайджанской сельскохозяйственной переписи 1921 года Сарван Джеватского (Сальянского) уезда Азербайджанской ССР населяли 546 человек (137 хозяйств). Преобладающая национальность — тюрки-азербайджанцы, а само население состояло из 274 мужчин и 272 женщин.

## Известные уроженцы
- Самедов, Кудрат Ашур оглы — советский азербайджанский хлопковод, Герой Социалистического Труда.